# Joe Ledley
Joseph Christopher „Joe“ Ledley (* 23. Januar 1987 in Cardiff) ist ein walisischer Fußballspieler. Der Mittelfeldspieler ist aktuell vereinslos und spielt seit dem Jahr 2005 für die walisische Fußballnationalmannschaft.

## Vereinskarriere

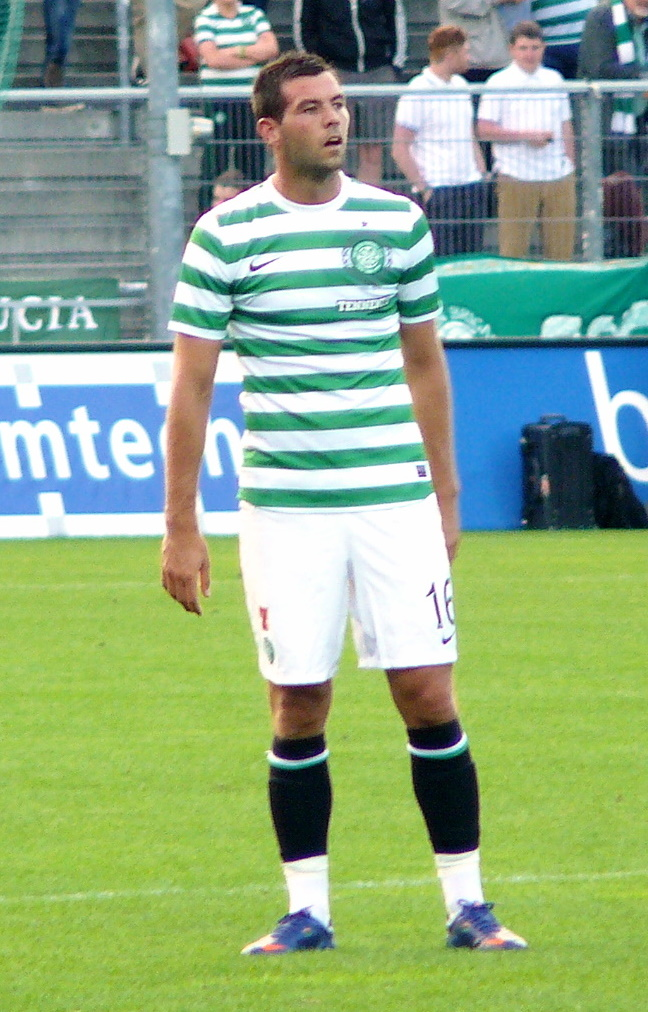
Joe Ledley im Trikot von Celtic Glasgow (2012)

Joe Ledley wurde in Cardiff geboren und wuchs im Stadtteil Fairwater auf, als Jugendlicher besuchte er die Cantonian High School in Cardiff. Im Alter von 9 Jahren begann Ledley in seiner Heimatstadt bei Cardiff City mit dem Fußballspielen. Bei den Bluebirds (Rotkehl-Hüttensänger) durchlief er die gesamte Jugendabteilung, bevor er im Jahr 2004 sein Profidebüt im League Cup gegen Brighton & Hove Albion feiern konnte. Sein Debüt im Ligaspielbetrieb gab der Mittelfeldspieler im Oktober 2004 gegen Rotherham United, im November des selbigen konnte er auch das erste Profitor erzielen, beim 4:1-Erfolg gegen West Ham United. Mit Cardiff erreichte Ledley im FA Cup 2007/08 das Finale im Londoner Wembley-Stadion, welches allerdings mit 0:1 gegen den FC Portsmouth verloren wurde. In der Football League Championship 2009/10 scheiterte Ledley mit City in den Playoffs am FC Blackpool im Elfmeterschießen.
Am 12. Juli 2010 unterschrieb Ledley einen Vier-Jahres-Vertrag bei Celtic Glasgow. In der Saison 2011/12 traf Ledley im Old Firm Derby gegen die Glasgow Rangers zum 1:0, welches zugleich der Endstand war. Mit dem Sieg verhalf er Celtic die Tabellenführung zu übernehmen. In der Saison wurde er dann mit Celtic Meister und nahm an der UEFA Champions League 2012/13 teil, wo die Mannschaft die Gruppenphase überstand, aber im Achtelfinale an Juventus Turin durch zwei Niederlagen scheiterte. Die Meisterschaft konnte in der folgenden Saison verteidigt werden, in der UEFA Champions League 2013/14 scheiterte Celtic aber in der Gruppenphase und belegte hinter dem FC Barcelona, dem AC Mailand und Ajax Amsterdam nur den vierten Platz. Dabei konnte Celtic nur das Heimspiel gegen Ajax Amsterdam gewinnen.
Ende Januar 2014 wechselte er zum englischen Erstligisten Crystal Palace, mit dem er in den Spielzeiten Premier League 2014/15 und 2015/16 die Plätze 10 und 15 belegte.

## Nationalmannschaft

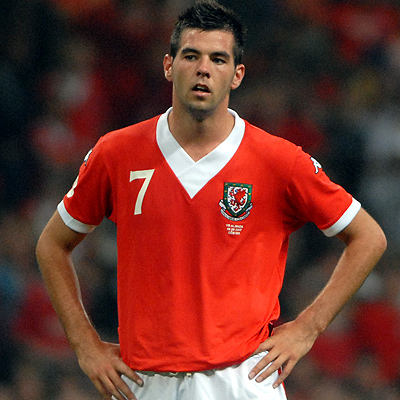
Joe Ledley im Trikot der walisischen Nationalmannschaft (2007)

Für Wales spielt Joe Ledley seit der U-17. Erstmals zur A-Elf seines Heimatlandes eingeladen wurde er im September 2005. Beim Qualifikationsspiel zur Fußball-Weltmeisterschaft 2006 gegen England am Dritten saß er zunächst nur auf der Bank, debütierte dann vier Tage später bei der 0:1-Niederlage im Auswärts-Qualifikationsspiel gegen Polen, als er in der 82. Minute eingewechselt wurde. Es blieb sein einziger Einsatz in der WM-Qualifikation, die die Waliser als Gruppenfünfte abschlossen. Erst sechs Monate später kam er beim ersten Länderspiel der Waliser gegen Paraguay zu seinem zweiten Einsatz, diesmal bereits in der 70. Spielminute. In seinem dritten Länderspiel am 27. Mai 2006, dem ersten Spiel der Waliser gegen Trinidad & Tobago spielte er dann erstmals über 90 Minuten. In den restlichen sechs Spielen im Jahr 2006, darunter drei in der Qualifikation für die EM 2008 wurde er dann wieder nur eingewechselt. In den ersten drei Spielen 2007 wurde er nur einmal in der ersten Halbzeit gegen Irland eingesetzt. In den nächsten 16 Spielen fehlte er nur zweimal und erzielte seinen ersten Treffer für die Drachen gegen San Marino im EM-Qualifikationsspiel zum zwischenzeitlichen 2:0, am Ende stand es 2:1. Da hatten die Waliser aber schon keine Chance mehr sich für die EM zu qualifizieren. Nicht besser lief es für Wales in der Qualifikation zur Fußball-Weltmeisterschaft 2010. Sie konnten es zwar einigen Gegner schwer machen und Ledley erzielte beim zweiten Spiel in Moskau beim 1:2 gegen Russland das zwischenzeitliche 1:1, am Ende sprang aber nur der vierte Gruppenplatz heraus. Mitte 2009 durfte er in drei Spielen auch für Stammkapitän Craig Bellamy die Kapitänsbinde tragen.
Am 11. August 2010 war er erstmals als Elfmeterschütze für Wales erfolgreich und erzielte beim 5:1-Sieg gegen Luxemburg das zwischenzeitliche 2:1. In der anschließenden Qualifikation für die EM 2012 kam er zu fünf Einsätzen, davon vier über 90 Minuten. Die Waliser waren mit vier Niederlagen in die Qualifikation gestartet und hatten somit frühzeitig keine Möglichkeit mehr sich zu qualifizieren, konnten aber in der zweiten Qualifikationshälfte noch drei Spiele gewinnen. In der nicht viel besser laufenden Qualifikation zur Fußball-Weltmeisterschaft 2014 unter dem neuen Trainer Chris Coleman fanden die beiden ersten und letzten Spiele ohne ihn statt.
Besser lief es dann in der Qualifikation für die EM 2016. Die Waliser verloren nur das vorletzte Spiel gegen Bosnien und Herzegowina, da Israel aber am gleichen Tag gegen Zypern verlor, waren sie an diesem Tag aber erstmals für eine EM-Endrunde qualifiziert. Ledley war dabei in sieben Spielen eingesetzt worden, hatte dabei aber nur viermal die kompletten 90 Minuten gespielt.
Für die Fußball-Europameisterschaft 2016 in Frankreich wurde er trotz eines gegen Saisonende erlittenen Wadenbeinbruchs in das Aufgebot von Wales aufgenommen. Im ersten Spiel gegen die Slowakei wurde er nach dem 1:1-Ausgleich des Gegners eingewechselt. Das Spiel wurde noch mit 2:1 gewonnen. Im zweiten Spiel gegen Nachbar England stand er in der Startelf, wurde aber nach dem Ausgleich der Engländer ausgewechselt. Seine Mitspieler verloren dann in der Nachspielzeit mit 1:2. Auch in den weiteren vier Turnierpartien bis einschließlich dem Halbfinale stand er in der Startaufstellung und wurde jeweils ausgewechselt. Gegen Portugal schied das Team dann aus.

## Erfolge
- Schottischer Pokalsieger: 2013
- Schottischer Meister 2012, 2013, 2014